# Calyptrochilum emarginatum
Calyptrochilum emarginatum är en orkidéart som först beskrevs av Adam Afzelius och Olof Swartz, och fick sitt nu gällande namn av Rudolf Schlechter. Calyptrochilum emarginatum ingår i släktet Calyptrochilum och familjen orkidéer. Inga underarter finns listade i Catalogue of Life.